# Keeraunnagark South

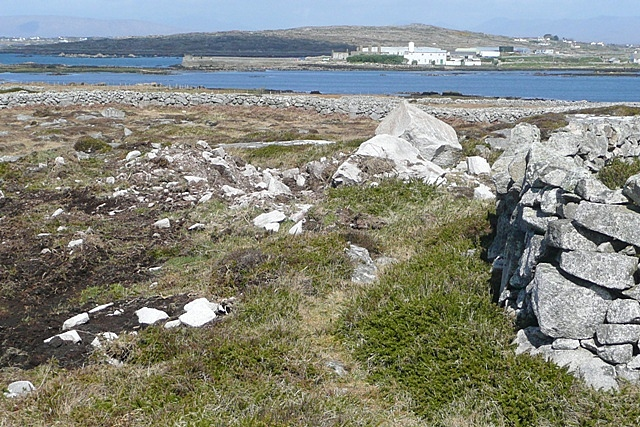
Keeraunnagark South

Das Townland Keeraunnagark South (irisch Caorán na gCearc Theas) südlich vom See Loch an tSeanbhaile bei Poll Aill an Arbhair ist der Ort eines von mehr als drei Dutzend vorgeschichtlichen Küchenabfallhaufen (englisch midden), die in Connemara im County Galway in Irland lokalisiert wurden.
Der meernah an der Galway Bay gelegene, von Gras überwachsene vorgeschichtliche Muschelhaufen ist mittig etwa 2,4 m hoch hat etwa 13,5 m Durchmesser. Er besteht aus Schalen der Strand- und Napfschnecke und wird auch Toit Chonáin genannt, nach dem legendären Conán Maol, einem Krieger der Fianna der irischen Überlieferung, der, wie die Legende sagt, hier seine Taschen entleert hat. 